# Associazione Sportiva Cosenza 1940-1941
Questa voce raccoglie le informazioni riguardanti l'Associazione Sportiva Cosenza nelle competizioni ufficiali della stagione 1940-1941.

## Rosa
| N. |                   | Ruolo | Calciatore             |
| -- | ----------------- | ----- | ---------------------- |
|    | Italia (bandiera) | D     | Mario Abate            |
|    | Italia (bandiera) | A     | Giovan Battista Accoti |
|    | Italia (bandiera) | C     | Ulderico Alò           |
|    | Italia (bandiera) | D     | Luigi Barbarello       |
|    | Italia (bandiera) | D     | Edoardo Barberio       |
|    | Italia (bandiera) | A     | R. Bruno               |
|    | Italia (bandiera) | A     | Alfredo Capone         |
|    | Italia (bandiera) | C     | D. Cara                |
|    | Italia (bandiera) | C     | Mario Caroldi          |
|    | Italia (bandiera) | A     | Marcelliano Cattarin   |
|    | Italia (bandiera) | C     | Renzo Cinti            |
|    | Italia (bandiera) | P     | Giuseppe Cristiano     |
|    | Italia (bandiera) | C     | Osvaldo De Santis      |

| N. |                   | Ruolo | Calciatore          |
| -- | ----------------- | ----- | ------------------- |
|    | Italia (bandiera) | A     | Pasquale Gaetano    |
|    | Italia (bandiera) | C     | E. Gravina          |
|    | Italia (bandiera) | A     | Vincenzo Guarino    |
|    | Italia (bandiera) | C     | Giuseppe Gualtieri  |
|    | Italia (bandiera) | D     | Leonardo Laviola    |
|    | Italia (bandiera) | C     | Pasquale Lorenzon   |
|    | Italia (bandiera) | P     | Massimo Mari        |
|    | Italia (bandiera) | D     | Francesco Pellicori |
|    | Italia (bandiera) | D     | Pietro Pietramala   |
|    | Italia (bandiera) | C     | Attilio Sudati      |
|    | Italia (bandiera) | C     | Natale Surra        |
|    | Italia (bandiera) | A     | R. Trombino         |
|    | Italia (bandiera) | D     | Renato Vignolini    |